# الموقر
منطقة الموقر هي بلدة أردنية تتبع محافظة العاصمة، وهي مركز لواء الموقر. تقع إلى الشرق من العاصمة الأردنية عمّان، وتتكون من أربع أحياء أو تجمعات سكنية.

## مساحتها
تبلغ مساحتها (287.094 كم مربع) وبنسبة (0.175 %) من مجموع مساحة أمانة عمان الكبرى وبعدد سكان 100,000 نسمة.[بحاجة لمصدر]

## الحدود التنظيمية
تحدها تنظيميا عدد من المناطق هي (الزبارة منطقة سحاب / زملة العليا قعفور منطقة جاوا ومنطقة الجيزة).

## قصر الموقر
إلى الشرق من العاصمة عمان يقع قصر الموقر، ويبعد عن قصر الخرانة 35 كيلومترا غربا على الطريق المؤدية إلى عمان، وعشرة كيلومترات جنوب غربي قصر المشتى. ويتعذر تحديد المخطط الذي أنشئ عليه القصر تحديدا مرضيا كونه في حالة من الخراب الشديد.
ويمتاز القصر بالزخارف الرائعة إذ تم العثور في موقعه على عدد من تيجان الأعمدة التي نحتت نحتا متقنا على الطراز البيزنطي، وعثر على عامود كامل وقد حفرت على تاجه كتابة كوفية جميلة يرجع تاريخ البناء أو تاريخ إنشاء بركته إلى الفترة 720 - 724 م.
وتحمل الحجارة الضخمة التي يتالف منها العمود كتابات على مسافات متساوية كدليل على المقاييس بالخط الكوفي وترى كتابة المقياس الأخير على تاج العامود وهي 15 ذراعا أي ما يقارب ارتفاع عشرة أمتار مما يوضح أن العامود والتاج كانا يقومان في منتصف البركة للدلالة على كمية الماء التي تحتوي عليها ولا شك أن عشرة أمتار ليست بالعمق البسيط.
وبني القصر على قمة جبل الموقر الذي يبلغ ارتفاعه 910 أمتار عن سطح البحر، واستعملت في بنائه سلسلة من المدرجات طولها 65 مترا وعرضها 39 مترا وسمك الجدار تقريبا 15ر1متر، وتحيط به أربعة أبراج اثنان مربعان واثنان نصف دائريين، وكان للقصر قباب نصف برميلية على شاكلة قباب القصور القريبة منه وهي الطوبة وعمره والمشتى.